# Acanthoderes quatuordecimguttata
Acanthoderes quatuordecimguttata là một loài bọ cánh cứng trong họ Cerambycidae.